# Alice Heine
Marie Alice Heine, Duchessa di Richelieu e Principessa Consorte di Monaco (New Orleans, 10 febbraio 1858 – Parigi, 22 dicembre 1925), è stata una nobildonna di origini americane, seconda moglie del Principe Alberto I di Monaco.
Fu presa a modello da Marcel Proust per il personaggio della "Principessa di Luxembourg" in Alla ricerca del tempo perduto.

## Biografia

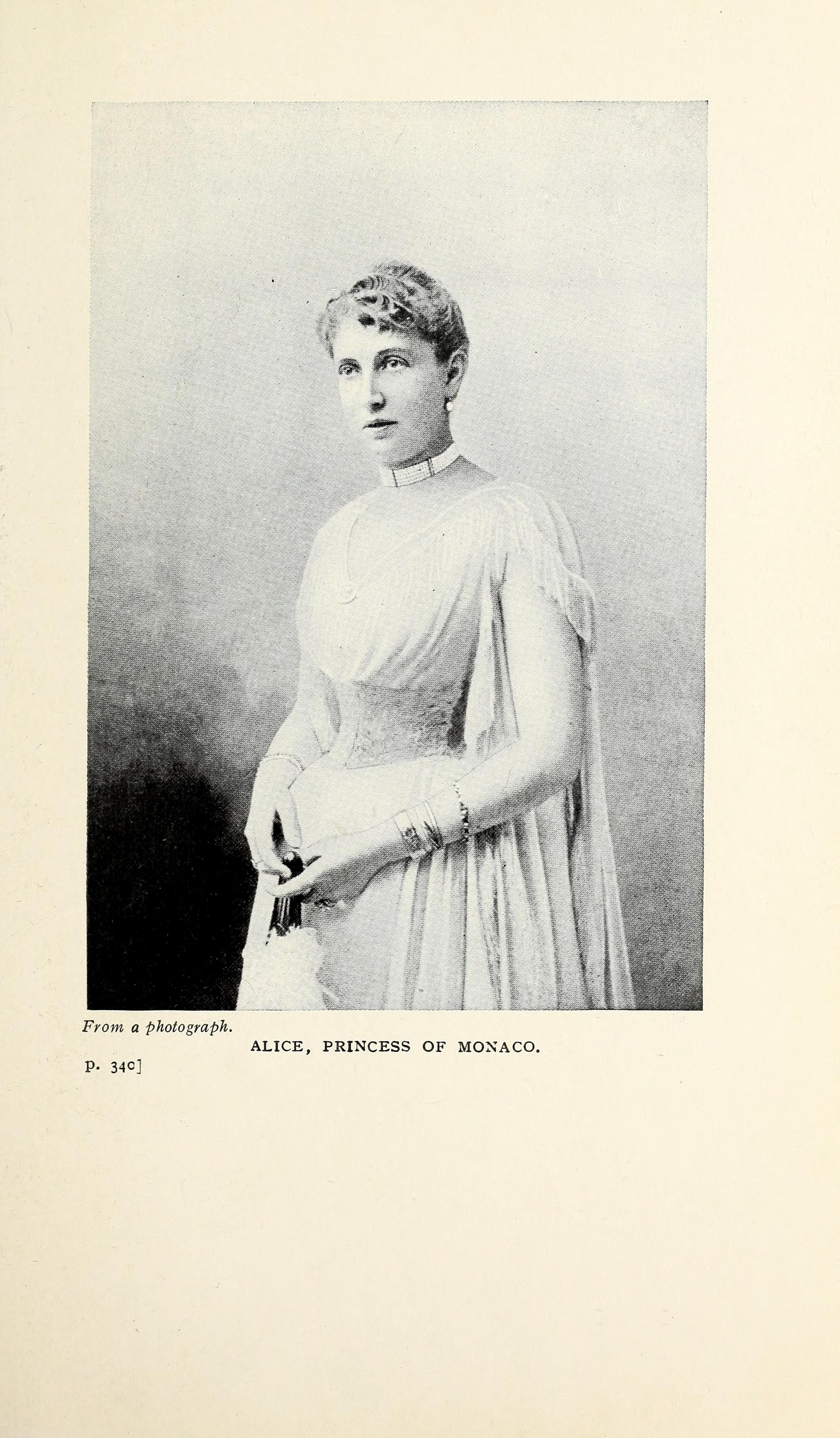
Alice in giovane età

### Infanzia
Maria Alice Heine nacque al 900 di Rue Royale, nel Quartiere francese di New Orleans in Louisiana. Suo padre, il francese Michel Heine, proveniva da una ricca famiglia ebraica di banchieri che aveva sedi a Berlino e Parigi ed era cugino del poeta Heinrich Heine. Egli era nato in Francia e si era trasferito a New Orleans nel 1843, divenendo un finanziere di successo anche in America. La madre di Alice era invece Amélie Marie Céleste Miltenberger, figlia di Joseph Alphonse Miltenberger, un architetto la cui famiglia aveva realizzato le Miltenberger mansions e le aveva connesse tramite la Rue Royale a New Orleans.

### Vita a Parigi
La Guerra Civile Americana spinse la famiglia a fare ritorno in Francia dove Alice crebbe grazie alla sempre copiosa ricchezza della famiglia, godendo di un ruolo sempre maggiore nella società parigina. I suoi padrini erano Napoleone III ed Eugenia de Montijo.

### Primo matrimonio
Cattolica di nascita, Alice sposò il proprio primo marito, Marie Odet Armand Aimable Chapelle, Marchese di Jumilhac, VII Duca di Richelieu e d'Aiguillon, il 27 febbraio 1875 a Parigi. Il loro matrimonio diede un figlio, Armand Chapelle (n. a Parigi il 21 dicembre 1875), divenne l'VIII e ultimo Duca di Richelieu e di Auiguillon e Marchese di Jumilhac alla morte del padre, il 28 giugno 1880. Egli morì a New York, il 30 giugno 1952 senza aver avuto eredi nonostante il matrimonio (1913) con Eleanor Douglas Wise (americana anche lei). Dalla loro unione nacque anche una figlia, Odile Marie Auguste Septimanie Chapelle de Jumilhac (1879-1974), poi Principessa de la Rochefoucauld-Montbel per matrimonio nella famiglia del Duca de La Rochefoucauld.

### Secondo matrimonio

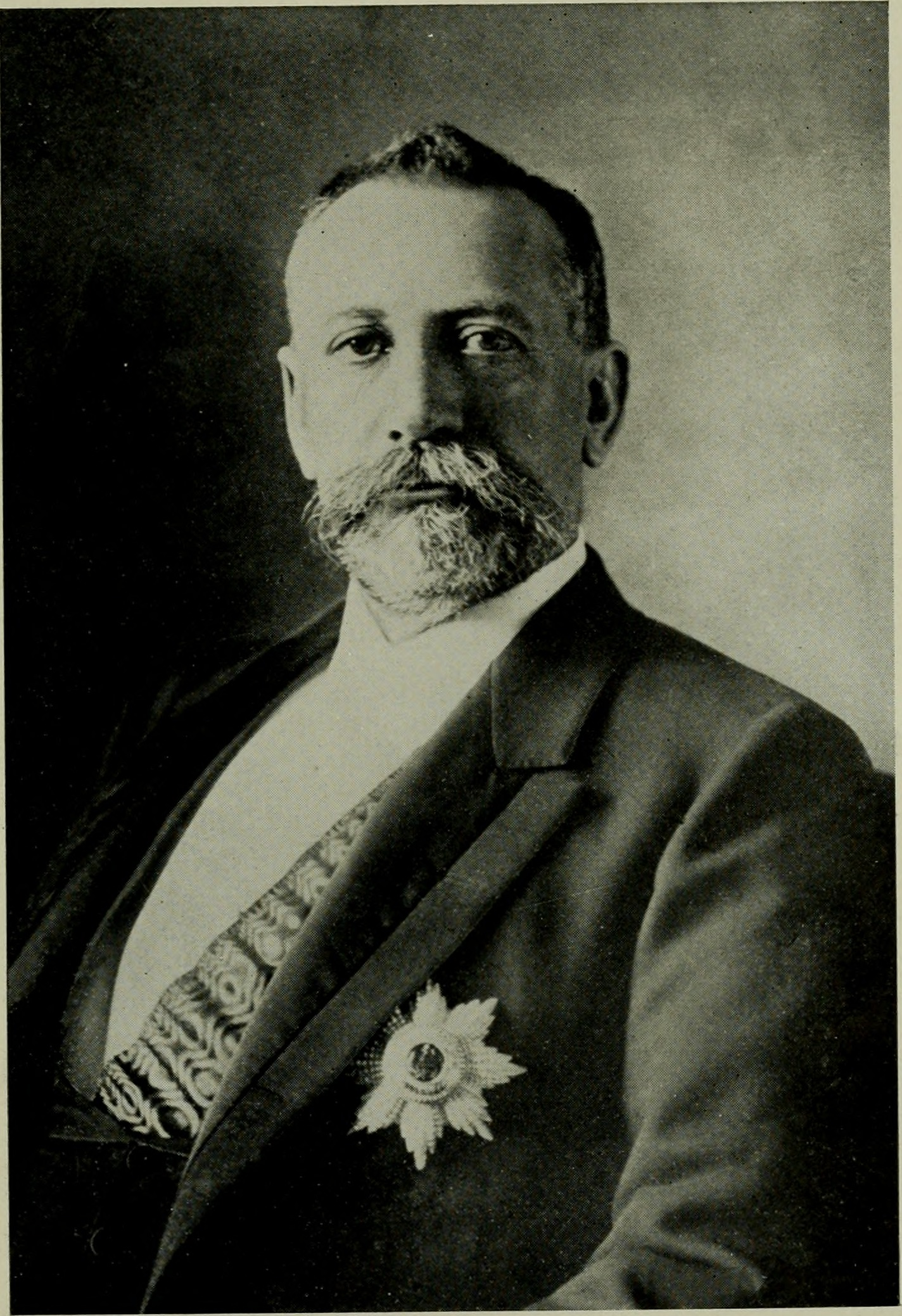
Alberto I di Monaco in una fotografia d'epoca

Il secondo matrimonio di Alice avvenne col Principe Alberto I di Monaco, già sovrano del piccolo principato, e venne celebrato il 30 ottobre 1889. Il principe di Monaco era particolarmente interessato all'oceanografia e durante i propri lunghi soggiorni per mare, Alice si preoccupò largamente di organizzare la stagione operistica del Principato di Monaco, dando grande impulso al teatro locale.

### Principessa Consorte di Monaco

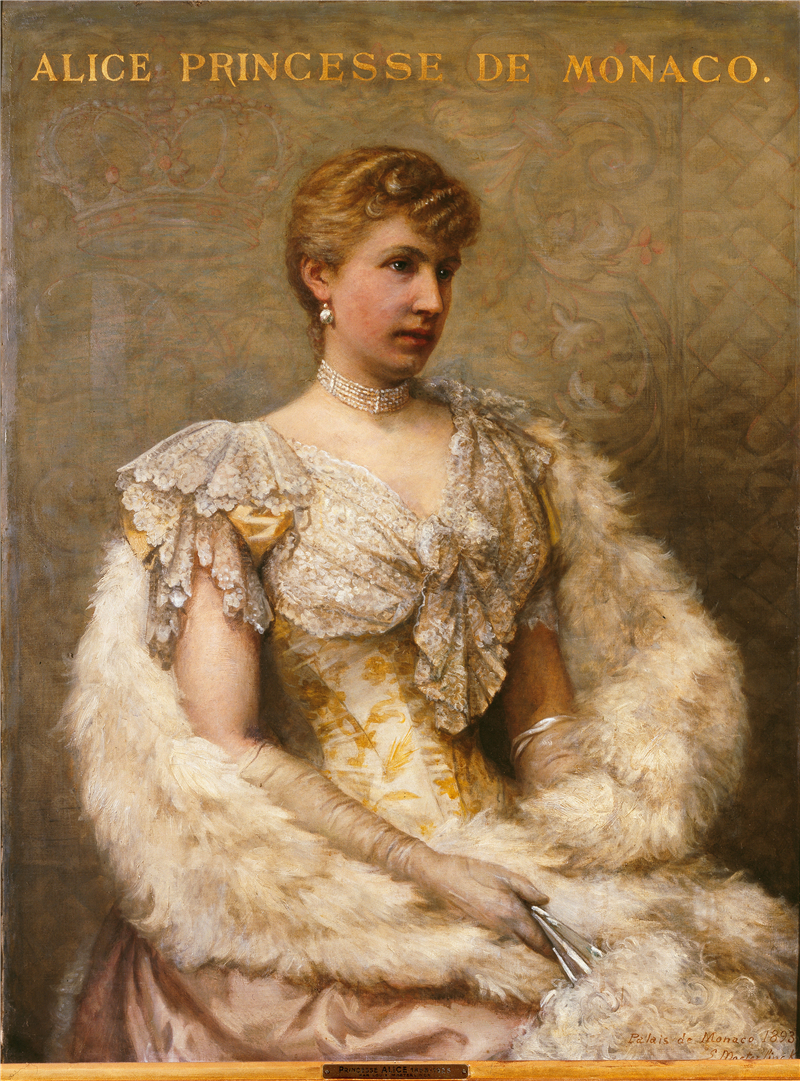
Alice, principessa di Monaco ritratta da Louis Maeterlinck nel 1893

Dotata di un notevole acume per gli affari, aiutò il marito a utilizzare correttamente le finanze del piccolo stato di Monaco, devolvendo le proprie energie per fare di Monaco uno dei più grandi centri culturali d'Europa, servendosi nel teatro dell'impresario russo Sergej Djagilev.
Nonostante questo, ebbe una relazione con il compositore Isidore de Lara e quando lo scandalo venne scoperto, il Principe di Monaco chiese ed ottenne la separazione legale, ma non il divorzio, attuata a Monaco il 30 maggio 1902, rimanendo quindi Principessa Consorte di monaco.

### Morte

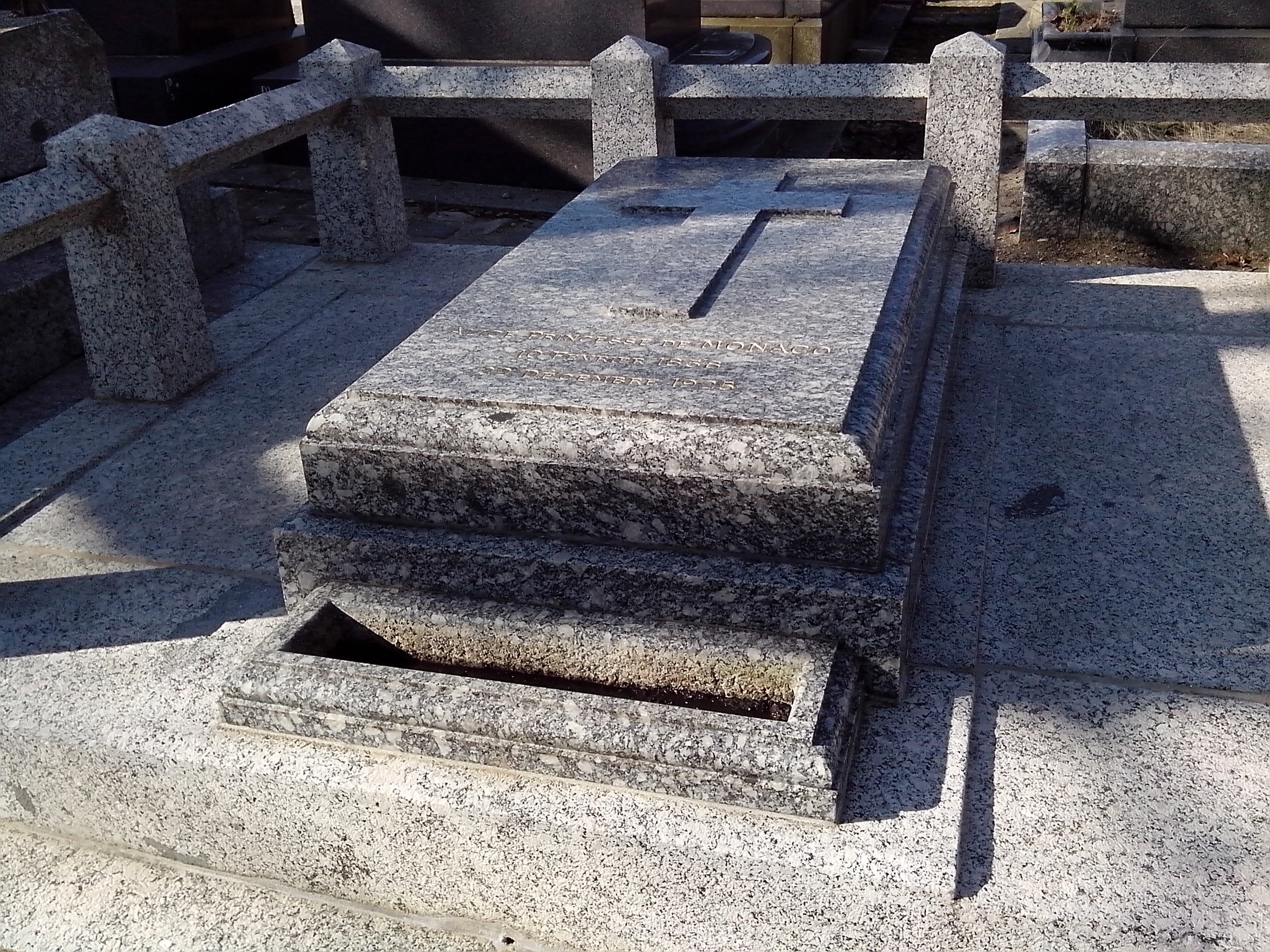
La tomba di Alice nel cimitero di Père-Lachaise

Alice Heine morì il 22 dicembre 1925 a Parigi e venne sepolta nel cimitero di Père-Lachaise.

## Ascendenza
|                                   |                             |                              | Genitori                      |  |  | Nonni |  |  | Bisnonni            |  |  | Trisnonni               |  |
|                                   |                             |                              |                               |  |  |       |  |  | Heymann Hayin Heine |  |  | Aaron David Simon Heine |  |
|                                   |                             |                              |                               |  |  |       |  |  | Heymann Hayin Heine |  |  | Aaron David Simon Heine |  |
|                                   |                             | Rachel Gans                  |                               |  |  |       |  |  | Heymann Hayin Heine |  |  |                         |  |
| Isaac Heine                       |                             |                              |                               |  |  |       |  |  | Heymann Hayin Heine |  |  |                         |  |
|                                   |                             | Marthe Eva Poppert           | Meyer Samson Poppert          |  |  |       |  |  |                     |  |  |                         |  |
|                                   |                             | Marthe Eva Poppert           | Meyer Samson Poppert          |  |  |       |  |  |                     |  |  |                         |  |
|                                   |                             | Marthe Eva Poppert           | Frommet Heckscher             |  |  |       |  |  |                     |  |  |                         |  |
| Michel Heine                      |                             | Marthe Eva Poppert           |                               |  |  |       |  |  |                     |  |  |                         |  |
|                                   |                             | Isaac Michel                 | …                             |  |  |       |  |  |                     |  |  |                         |  |
|                                   |                             | Isaac Michel                 | …                             |  |  |       |  |  |                     |  |  |                         |  |
|                                   |                             | Isaac Michel                 | …                             |  |  |       |  |  |                     |  |  |                         |  |
| Judith Michel                     |                             | Isaac Michel                 |                               |  |  |       |  |  |                     |  |  |                         |  |
|                                   |                             | …                            | …                             |  |  |       |  |  |                     |  |  |                         |  |
|                                   |                             | …                            | …                             |  |  |       |  |  |                     |  |  |                         |  |
|                                   |                             | …                            | …                             |  |  |       |  |  |                     |  |  |                         |  |
| Marie Alice Heine                 |                             | …                            |                               |  |  |       |  |  |                     |  |  |                         |  |
|                                   | Louis Chrétien Miltenberger | François Joseph Miltenberger |                               |  |  |       |  |  |                     |  |  |                         |  |
|                                   | Louis Chrétien Miltenberger | François Joseph Miltenberger |                               |  |  |       |  |  |                     |  |  |                         |  |
|                                   | Louis Chrétien Miltenberger | Marie Ursule Angst           |                               |  |  |       |  |  |                     |  |  |                         |  |
| Joseph Alphonse Miltenberger      | Louis Chrétien Miltenberger |                              |                               |  |  |       |  |  |                     |  |  |                         |  |
|                                   |                             | Marie Aimée Mercier          | Antoine Mercier               |  |  |       |  |  |                     |  |  |                         |  |
|                                   |                             | Marie Aimée Mercier          | Antoine Mercier               |  |  |       |  |  |                     |  |  |                         |  |
|                                   |                             | Marie Aimée Mercier          | Julienne Elizabeth Fongrunier |  |  |       |  |  |                     |  |  |                         |  |
| Amélie Marie Céleste Miltenberger |                             | Marie Aimée Mercier          |                               |  |  |       |  |  |                     |  |  |                         |  |
|                                   |                             | Godefroy Dorfeuille          | Clémence Dorfeuille           |  |  |       |  |  |                     |  |  |                         |  |
|                                   |                             | Godefroy Dorfeuille          | Clémence Dorfeuille           |  |  |       |  |  |                     |  |  |                         |  |
|                                   |                             | Godefroy Dorfeuille          | …                             |  |  |       |  |  |                     |  |  |                         |  |
| Marie Céleste Dorfeuille          |                             | Godefroy Dorfeuille          |                               |  |  |       |  |  |                     |  |  |                         |  |
|                                   |                             | …                            | …                             |  |  |       |  |  |                     |  |  |                         |  |
|                                   |                             | …                            | …                             |  |  |       |  |  |                     |  |  |                         |  |
|                                   |                             | …                            | …                             |  |  |       |  |  |                     |  |  |                         |  |
|                                   |                             | …                            |                               |  |  |       |  |  |                     |  |  |                         |  |